# Microtus sachalinensis
Сахалинска волухарица (Microtus sachalinensis) је сисар из реда глодара и породице хрчкова (лат. Cricetidae).

## Распрострањење
Русија је једино познато природно станиште врсте.

## Станиште
Врста Microtus sachalinensis има станиште на копну.

## Начин живота
Број младунаца које женка доноси на свет је обично 4-7. Врста Microtus sachalinensis прави гнезда.

## Угроженост
Ова врста је на нижем степену опасности од изумирања, и сматра се скоро угроженим таксоном.

### Популациони тренд
Популациони тренд је за ову врсту непознат.